# 2184 Фудзіан
2184 Фудзіан (2184 Fujian) — астероїд головного поясу, відкритий 9 жовтня 1964 року.
Тіссеранів параметр щодо Юпітера — 3,187.